# Käringvattnet
Käringvattnet är en sjö i Tanums kommun i Bohuslän och ingår i Strömsåns huvudavrinningsområde. Sjöns area är 0,018 kvadratkilometer och den är belägen 150 meter över havet.